# Championnat de Belgique de football de deuxième division 1982-1983
Navigation
saison précédente saison suivante
Le Championnat de Belgique de football de Division 2 1982-1983 est la 66e édition du championnat de deuxième niveau national en Belgique.
La compétition conserve le même schéma que la saison précédente, à savoir une phase classique pendant laquelle les 16 équipes s'affrontent deux fois chacune en matches aller-retour. Le champion est directement promu en Division 1. Ensuite un tour final concerne quatre formations et désigne le second montant. À l'autre bout du classement, les deux derniers sont relégués en Division 3 en vue de la saison suivante.

## Classements et Résultats
Légende
- Champion de Belgique de Division 2 1980 et promu en Division 1 la saison suivante
- Club qualifié pour le tour final pour la montée en Division 1
- Club relégué en Division 3 la saison suivante

Abréviations
 : club promu de Division 3 depuis la saison précédente

 : club relégué de Division 1 depuis la saison précédente

### Tableau des résultats
Avec seize clubs engagés, 240 matches sont au programme de la saison.

## La saison en bref
Depuis la saison 1974-1975, l'URBSFA a mis sur pied un système de "périodes". Le principe est que la compétition de 30 rencontres est partagée en 3 périodes de 10 rencontres: (1 à 10, 11 à 20 et 21 à 30).
- Un classement distinct est établi par "période". Les trois vainqueurs de période se qualifient le tour final où il accompagne le 2e du classement général final.
- Un vainqueur de période ne peut pas prendre part au tour final s'il termine à une des deux places relégables. Familièrement, les "périodes" sont fréquemment appelées "tranches".

### 1repériode
Cette période concerne les 10 premières journées. Elle est disputée du 4 septembre 1982 au 14 novembre 1982. Toutes les rencontres de la 10e journée se jouent le même jour à la même heure.

### 2epériode
Cette période concerne les matches des journées no 11 à 20. Elle est disputée théoriquement du 20 novembre 1982 au 13 février 1983. Toutes les rencontres de la 20e journée se jouent le même jour à la même heure.

### 3epériode
Cette période concerne les 10 dernières journées. Elle est disputée du 19 février 1983 au 8 mai 1983. Toutes les rencontres des 29e et 30e journée se jouent le même jour à la même heure.

## Tour final

### Classement final
L'ordre des matchs du tour final est désigné par un tirage au sort, effectué au siège de l'URBSFA.

## Récapitulatif de la saison
- Champion : [[]] (Xe titre de Division 2)
- Xe titre de champion de Division 2 pour la

| Région flamande (0)             | Région flamande (0) | Province de Brabant (0)      | Province de Brabant (0) | Région wallonne (0)    | Région wallonne (0) |
| ------------------------------- | ------------------- | ---------------------------- | ----------------------- | ---------------------- | ------------------- |
| Province d'Anvers               | 0                   | Région de Bruxelles-Capitale | 0                       | Province de Hainaut    | 0                   |
| Province de Flandre-Occidentale | 0                   | Province du Brabant flamand  | 0                       | Province de Liège      | 0                   |
| Province de Flandre-Orientale   | 0                   | Province du Brabant wallon   | 0                       | Province de Luxembourg | 0                   |
| Province de Limbourg            | 0                   |                              |                         | Province de Namur      | 0                   |

1. ↑  Au niveau footballistique, la province de Brabant est toujours unitaire malgré sa partition territoriale en 1995.

### Admission et relégation
[[]] sont promus en Division 1 d'où sont relégués .
[[]] sont renvoyés en Division 3, d'où sont promus .

### Bilan de la saison
| Championnat de Belgique de football de deuxième division 1982-1983 |            |
| Champion                                                           | (xe titre) |
| Promotions et relégations                                          |            |
| Promus en Division 2                                               |            |
| Relégués en Division 3                                             |            |

### Sources et liens externes
- (en) Belgium - Final Tables 1895-2008, sur RSSSF